# برونو لارنس
برونو لارنس (به انگلیسی: Bruno Lawrence) (زاده ۱۲ فوریهٔ ۱۹۴۱-درگذشته۱۰ ژوئن ۱۹۹۵) بازیگر انگلیسی-نیوزیلندی بود.
از فیلم‌های معروف او می‌توان به بازی در فیلم اسپاتسوود اشاره کرد.